# Лига Справедливости
Ли́га справедли́вости (англ. Justice League), также Ли́га справедли́вости Аме́рики (англ. Justice League of America) или JLA — команда супергероев, которая появляется в комиксах издательства DC Comics. Впервые появилась в выпуске The Brave and the Bold № 28 (март 1960) и первоначально включала Супермена, Бэтмена, Чудо-женщину, Флэша (Барри Аллена), Зелёного Фонаря (Хэла Джордана), Аквамена и Марсианского охотника (Дж’онна Дж’онзза). За много лет состав команды неоднократно менялся и включал таких героев, как Зелёная Стрела, Атом, Человек-ястреб, Орлица, Чёрная канарейка и десятки других. В октябре 1960 года стартовала одноимённая серия комиксов, рассказывающая о приключениях команды. Она продолжалась вплоть до 1987 года, когда в октябре вышел выпуск № 261 и серия была перезапущена. Длительное время параллельно с Лигой справедливости Америки действовали и другие подразделения, такие как Лига справедливости Европы, Интернациональная Лига справедливости и другие.
Было выпущено несколько телесериалов и фильмов о Лиге справедливости: анимационный сериал «Супердрузья» (1973—1986), пилотная серия художественного телесериала «Justice League of America» (1997), анимационные сериалы «Лига справедливости» (2001—2004), «Лига справедливости без границ» (2004—2006) и «Лига справедливости» (2016-2018), анимационные фильмы «Лига справедливости: Новый барьер» (2008) и «Лига справедливости: Кризис двух миров» (2010), а также мультфильм «Лига справедливости: Гибель» (2012), «Лига справедливости: Парадокс источника конфликта» (2013), «Лига справедливости: Война» (2014), «Лига справедливости: В ловушке времени» (2014), «Лига справедливости: Трон Атлантиды» (2015), «Лига справедливости: Боги и монстры» (2015), «Лига справедливости против Юных Титанов» (2016). Кроме того, альтернативная Лига, состоящая из Супермена, Зелёной Стрелы, Киборга, Флэша, Аквамена, Чёрной канарейки, Старгёрл, Человека-ястреба, Марсианского охотника и Затанны, появляется в сериале «Тайны Смолвиля».

## История публикаций

### Оригинальная версия
В конце 1950-х годов, после успешного перезапуска персонажей Золотого века (Флэша, Зелёного Фонаря и др.), DC Comics предложила писателю Гарднеру Фоксу вновь ввести Общество справедливости Америки. Под влиянием популярности Национальной футбольной и бейсбольной лиг было решено изменить название на Лигу справедливости Америки. С новым названием команда дебютировала в 1960 году в выпуске The Brave and the Bold № 28 в марте, а в октябре получила свою собственную серию, которая быстро стала популярной. Гарднер Фокс и художник Майк Сековски были основной творческой группой серии первые восемь лет. После выпуска № 63 Сековски покинул команду, а после № 65 и Гарднер Фокс.
Первоначальный состав Лиги справедливости включал семь самых популярных героев DC того времени: Супермена, Бэтмена, Зелёного Фонаря, Флэша, Аквамена, Марсианского охотника и Чудо-женщину. Супермен и Бэтмен появлялись в большинстве выпусков и состояли в команде наибольшее количество времени. После в состав Лиги вошли Зелёная стрела, Атом и Человек-ястреб и выступали в составе команды последующих 4 года. Успех Лиги справедливости косвенно ответственен за создание Стэном Ли Фантастической четвёрки — первой суперкоманды Marvel Comics. В автобиографии Стэн Ли писал, что идея создания команды супергероев для Marvel пришла ему во время игры в гольф с издателем DC Джеком Лейбовицем и владельцем Timely-Marvel Comics Мартином Гудманом, который упомянул, что новая серия DC Comics о команде супергероев хорошо продаётся. В тот же день Гудман предложил Стэну Ли создать суперкоманду Marvel, и он вместе с Джеком Кирби выпустил Фантастическую четвёрку.

«Мартин Гудман отметил, что одно из изданий National Comics продаётся лучше, чем остальное большинство. Раз Лига справедливости продаётся, то почему бы и нам не выпустить комикс о команде супергероев?»— Стэн Ли
Лига справедливости базировалась в тайной пещере за пределами города Хэппи Харбор в штате Род-Айленд, а также имела собственный «талисман» — подростка Лукаса Карра, который поучаствовал в нескольких миссиях и с тех пор помогал команде. В выпуске Justice League of America № 77 (декабрь 1969) Лукас оказался предателем и рассказал о Лиге Джокеру, после чего покинул команду. Его уход предшествовал уходу ещё двух популярных членов команды — Чудо-женщины в выпуске Justice League of America № 69 и Марсианского охотника Дж’онна Дж’онзза в Justice League of America № 71.

#### Спутник Лиги справедливости
После того, как нахождение Тайного Святилища было раскрыто, Лига нуждалась в новой безопасной штаб-квартире, в результате чего они поменяли место дислокации на спутник в 22 300 милях над Землёй (выпуск Justice League of America № 78, февраль 1970). В этот период к команде присоединилась Затанна, Чёрная канарейка, Удлиняющийся человек, Красный торнадо и Орлица, а также вернулась Чудо-женщина. В это время появилось правило, что максимальное число участников Лиги справедливости — 12 человек, но в случае, если у потенциальных кандидатов на членство нет совпадающих сверхспособностей, количество участников может быть бо́льшим, и это позволило Орлице присоединиться к команде.
В этот период созданием серии занимались писатели Деннис О’Нил, Майкл Фридрих, Лен Вейн, Эллиот Мэггин, Кэри Бейтс Нельсон Бридвелл и Стив Энглхарт совместно с иллюстратором Диком Диллином в выпусках № 64—181, исключая выпуск № 153. Продолжительное время написанием серии занимался Джерри Конвей, его первый сюжет в рамках JLA появился в выпуске № 125 (декабрь 1975), а начиная с № 151 (февраль 1978) он стал постоянным сценаристом серии, написав почти все выпуски вплоть до № 255 (октябрь 1986). После смерти Дика Диллина иллюстрированием серии занималась команда Джорджа Переса, Дона Хека и Рика Баклера. Перес покинул серию после № 200 и продолжил работу над The New Teen Titans, но после подготовил обложку выпуска Justice League of America № 220 (ноябрь 1983).

#### Роспуск команды
Стремясь увеличить популярность комиксов о Лиге и извлечь из этого выгоду, писатель Джерри Конвей вместе с художником Чаком Паттоном решили обновить состав Лиги. По сюжету, после того как некоторые из супергероев не смогли вовремя прибыть и помочь в отражении вторжения марсиан, Аквамен переписал устав команды, и теперь состоять в Лиге могли только герои, которые были способны посвятить ей всё своё время.
Новая команда состояла из Аквамена, Затанны, Марсианского охотника, Удлиняющегося человека, Виксена и трио героев-подростков — Гипси, Стилла и Вайба. Через год команду покинул Аквамен и пост лидера занял Марсианский охотник. Из-за введённого правила «полного рабочего дня» жена Аквамена, Мера, поставила ему ультиматум — остаться с командой или с ней. Такой ход создателей был негативно принят фанатами, так как Аквамен пользовался широкой популярностью, и продажи комиксов о Лиге справедливости стали падать, даже несмотря на возвращение Бэтмена в выпуске Justice League of America № 250.
Последняя сюжетная линия для оригинальной Лиги справедливости (№ 258—261) была написана писателем Джей Эм ДеМетьесом и художником Люком МаКдональдом. В сюжете Профессор Иво, давний враг Лиги, убил Вайба и Стилла, а Удлиняющийся человек, Гипси и Виксен ушли в отставку во время мини-серии Legends, после чего команда была расформирована.

### Современные версии

#### Интернациональная Лига справедливости
В 1986 году во время масштабной кроссовер-компании DC была сформирована новая Лига справедливости. Серия получила название Justice League, а позже переименована в Justice League International, и была написана Китом Гиффеном и иллюстрирована Джей Эм ДеМетьесом (а позже Аланом Хьюзом). Супергерои объединились во время событий Кризиса на Бесконечных Землях в команду, призванную стоять на защите Земли. В её состав входили Бэтмен, Чёрная канарейка, Синий жук, Капитан Марвел, Доктор Лайт (новый персонаж в лице женщины-японки, а не злодей, появившийся позже), Доктор Фейт, Марсианский охотник, Чудо-женщина, Гай Гарднер, позже добавились Капитан Атом, Огонь (ранее известная как Зелёное пламя) и Лёд (ранее известная как Ледяная дева). Юмористический тон повествования и качественные характеристики персонажей обрели популярность на начальном этапе, но позже Гиффен стал не в состоянии поддерживать тот же баланс юмора и героизма, вследствие чего популярность серии снизилась. Новые писатели придали ей более серьёзный тон, а в конце 1990-х годов серия была отменена из-за низких рейтингов, вместе с сериями о Лиге справедливости Европы, Экстрим Лиге и Оперативной группы Лиги справедливости.

#### JLA
Низкие продажи спин-оффов Лиги справедливости привели к тому, что DC решили снова запустить новую постоянную серию о Лиге справедливости Америки и окончательно расформировать старые. Новая Лига справедливости Америки была образована в 1996 году и стартовала с ограниченной серии Justice League: A Midsummer’s Nightmare под авторством Марка Уйэда и Фабиана Нишеза, впервые после Кризиса на Бесконечных Землях. В 1997 году DC Comics запустили отдельную серию о Лиге под названием JLA, которая была написана Грантом Моррисоном и иллюстрирована Ховардом Портером и Джоном Деллом.
В начале серии были предприняты попытки «вернуться к основам» и снова использовать оригинальных супергероев или их преемников: Супермен, Бэтмен, Чудо-женщина, Флэш (Уолли Уэст), Аквамен, Марсианский охотник и Зелёный Фонарь (Кайл Райнер). Кроме этого, команда получила новую штаб-квартиру — Сторожевую башню на обратной стороне Луны. Моррисон выдвинул концепцию представления членов команды в виде «пантеона богов» с их различными способностями. Позже к Лиге присоединились Орион, Зауриэль, Затанна, Охотница, Барбара Гордон (Оракул), Сталь (Джон Генри Айронс) и Пластичный человек, а также на недолгое время Ацтек, Туморроу-вумен и Зелёная стрела (Коннор Хоук).
Вместе с запуском серии последовало несколько проблем: Моррисону пришлось приспосабливаться к меняющимся силам Супермена, смерти Чудо-женщины и удалением из сюжета Зелёной стрелы Коннора Хоука в связи с планами Кевина Смитта по написанию отдельной серии о нём. Несмотря на это, серия JLA быстро стала бестселлером DC Comics. и не сдавал позиции несколько лет. Несмотря на успех, DC решили не запускать параллельные серии и спин-оффы, как это делалось раньше.
С уходом Гранта Моррисона с поста сценариста серии после № 41 продажи комикса стали падать, а сменившие его Марк Уэйд и Джо Келли не смогли выправить положение. После выпуска № 91 Келли запустил спин-офф Justice League Elite, а позже были выпущены ещё несколько сюжетов Джона Бирна, Чака Остина и Курта Бьюсика, ни один из которых не завоевал популярности. После выпуска № 114 место сценариста серии занял Джефф Джонс и вместе с Алленом Хейнбергом выпустил несколько успешных номеров, которые были сюжетно связаны с событиями Кризиса личности и служили переходом к событиям Бесконечного кризиса — Супербой-прайм уничтожил Сторожевую башню в выпуске № 119. Боб Харрас в конечном счёте написал последний сюжет серии JLA № 120—125, после чего она была прервана.

#### 52
Во время событий серии 52, на 24 неделе, Огненный шторм (Джейсон Раш) собирает членов новой Лиги справедливости. В состав команды вошли Огненный сокол, Супершеф, Буллеттир и Амбуш Буг. После схватки с психопатом Ститсом и смерти Амбуша Буга Огненный шторм распускает команду.
Также, в рамках той же серии, название Лига справедливости иногда неофициально использует Корпорация Бесконечность, сформированная Лексом Лютером.

#### Justice League of America(vol. 2)
Год спустя после событий Бесконечного Кризиса Супермен, Бэтмен и Чудо-женщина договорились о возрождении Лиги справедливости, что случилось в Justice League of America № 0, вступительном выпуске к новой серии Брэда Мельтцера и Эда Бенеса. В состав Лиги вошли Хэл Джордан, Чёрная канарейка, Красная стрела (бывший напарник Зелёной Стрелы), Красный торнадо, Виксен, Чёрная молния и Орлица. Первая сюжетная арка серии сосредоточена на Красном торнадо как на лидере команды и его борьбе против интеллектуальной инкарнации Соломона Гранди и вернувшегося Амазо. Команда базируется сразу в двух штаб-квартирах — в Зале Справедливости, который является обновлённой версией зала собраний Общества справедливости Америки Золотого века комиксов, а также в бывшей штаб-квартире команды All-Star Squadron в Вашингтоне. Чёрная канарейка была избрана первым официальным председателем команды после окончания борьбы с Амазо и Соломоном Гранди. Впоследствии Лига справедливости объединилась с Обществом справедливости Америки с Земли-1, вместе с которым они пытались вернуть потерянных членов Легиона супергероев, которые были отправлены назад во времени, чтобы освободить Барта Аллена и Уолли Уэста из пространства Спид Форс.
Сценарист серии Бпэд Мельцнер покинул её после № 12, а его наброски для серии (в частности сюжет о Пер Дагоне, одной из инкарнаций Десперо) были позже напечатаны в рамках серии Booster Gold.
Дон МакДаффи взял на себя работу по созданию сюжета Justice League Wedding Special, который вышел в выпуске № 13 основной серии. В связи с тем, что DC Comics планировали начать выпуск спин-оффа Лиги справедливости под руководством Хэла Джордана, он был убран из сюжета и заменён Джоном Стюартом. Кроме него, к команде присоединился Огненный шторм во время сюжетных вставок в рамках серии Countdown to Final Crisis, в которых также было арестовано большое число суперзлодеев, собранных Лексом Лютором и Дестроуком и пытавшихся напасть на Лигу во время свадьбы Зелёной стрелы и Чёрной канарейки, а Красный торнадо покинул команду. Работа МакДаффи получила смешанные отзывы критиков и отрицательные отзывы поклонников серии, которые остались недовольны заменой Хэла Джордана на Джона Стюарта. Джордан в итоге вернулся в Лигу в выпуске № 19, но в № 31 снова покинул её, так как была готова серия Justice League: Cry for Justice, где он является одним из главных персонажей.
В выпуске № 21 случилось возвращение Либры и Человека-пламени, которые готовились к своей роли в событиях Финального Кризиса. Позже в выпусках Виксен получает новые способности, а также появляются некоторые персонажи Milestone Comics, которые помогают Лиге в борьбе со злодеем Доктором Лайтом. Во время Финального Кризиса Лига справедливости понесла большие потери — погибли Марсианский охотник и Бэтмен, после чего Зелёная стрела и Хэл Джордан покинули команду, чтобы выследить убийц марсианина.
Позже Хэл Джордан решает сформировать собственную группу. Он объединяется с Чёрной канарейкой, Огненным штормом, Джоном Стюартом, Затанной и супергероиней Доктор Лайт. Позже Чёрная канарейка пытается распустить группу, считая состав недостаточно подходящим и слабым. Вскоре после этого она покинула группу, а руководство командой перешло к Виксен. Лейн Виен стал автором сюжета из трёх частей, который вышел в выпусках Justice League of America № 35—37, чтобы серия не прерывалась во время проблем с писателем — МакДаффи покинул место сценариста серии и был заменён Джеймсом Робинсоном только через две недели.
После серии Justice League: Cry for Justice Лига справедливости вновь была распущена, и Хэл Джордан собрал её заново. Он пригласил Зелёную стрелу, Атома, Чёрную канарейку, Бэтмена (Дика Грейсона), Мон-Эла, Донну Трой, Киборга, Старфайр, Доктор Лайт, Конгориллу и Стража. После выпуска № 43 большинство новобранцев команды покинуло её по различным причинам. Мон-Эл и Страж покинули её, так как Мон-Элу нужно возвращаться в будущее, Чёрная канарейка вернулась в команду Хищные птицы, Зелёный Фонарь покинул её в связи с событиями Темнейшей ночи. Джеймс Робинсон подтвердил, что в ближайшие месяцы состав команды будет меняться и пока вместо ушедших членов в команду вступят Джейд и Джесси Чамберс, Киборг остаётся в команде, но лишь на условии частичной занятости, учитывая его отдельный сюжет в выпусках № 48—50. Кроме того, Голубой Фонарь Святой Уолкер присоединился к Лиге во время кроссовера Reign of Doomsday.

#### Justice League
DC анонсировала, что в связи с событиями кроссовера Flashpoint все текущие серии DC обнуляются и перезапускаются с № 1 и с заменой авторов и художников. Серия Justice League of America будет перезапущена в августе 2011 года под названием Justice League и будет первой серией, которая увидит свет в рамках масштабного перезапуска. Она выйдет на той же неделе, что и последний выпуск Flashpoint. Авторами новой серии станут сценарист Джефф Джонс и художник Джим Ли. Начальный состав команды включает в себя Бэтмена, Чудо-женщину, Супермена, Зелёного Фонаря Хэла Джордана, Аквамена, Флэша и Киборга. Хотя пока заявлены только семь персонажей, известно, что их число увеличится в общей сложности до 14 и остальные герои будут объявлены позднее.
В дополнение к этой серии были объявлены ещё две, которые будут запущены в том же месяце — новая Justice League International под авторством Дэна Юргенса и Аарона Лопретси и Justice League Dark, написанием которой займётся Питер Миллеган. В состав Интернациональной Лиги справедливости войдут Бэтмен, Золотой ракетчик, Красная ракета, Виксен, Зелёный Фонарь Гай Гарднер и Железный генерал Август, а в состав Тёмной Лиги справедливости — Джон Константин, Тень, Изменённый Человек, Мадам Ксандау, Дэдмэн и Затанна.

## Связанные серии

### Formerly Known as the Justice League
В 2003 году Гиффен и ДеМетиес и Магуайр выпустили ограниченную серию Formerly Known as the Justice League (рус. Ранее известные как Лига справедливости), с тем же шутливым повествованием, объединив несколько персонажей в команду под названием Суперприятели (пародия на мультсериал конца 1970-х годов «Супердрузья»). После этого была подготовлена ещё одна ограниченная серия под названием I Can’t Believe It’s Not the Justice League (рус. Я не могу поверить, это не Лига справедливости), но её выпуск был отложен в связи с событиями Кризиса Личности. Серия была выпущена позже в составе второго тома JLA: Classified. В команду Суперприятелей входили Голубой жук, Золотой ракетчик, Капитан Атом, Огонь, Мэри Марвел, Удлиняющийся человек вместе со своей женой Сью Дибни, Лорд Максвелл и Эл-Рон, а в JLA: Classified рассказывается о Суперприятелях в лице Гая Гарднера, Пауэр Гёрл и Доктора Фейта.

### JLA/Avengers
В 2004 году под авторством Джорджа Переса и Курта Бьюсека вышел кроссовер JLA/Avengers (рус. Лига справедливости / Мстители), идея которого возникла ещё 20 лет назад, но выпуск был отложен по различным причинам. В сюжете кроссовера Лига справедливости встречается с командой Marvel Comics — Мстители, попав в их вселенную, Землю-616, и помогая противостоять угрозам злодеев Кроны и Грандмастера. В рамках кроссовера случается уникальное событие — Соколиный глаз становится первым в истории персонажем Marvel, введённым в состав Лиги справедливости.

### JLA: Classified
В 2004 году стартовала антология DC под названием JLA: Classified, в которую включены несколько мини-серий, написанных разными писателями и художниками, не связанных между собой, кроме действующих лиц — Лиги справедливости Америки. Большая часть всех вышедших сюжетов вышла в JLA № 76-113, некоторые из историй происходят не в основной вселенной DC, а в рамках Мультивселенной в нескольких параллельных мирах. Серия была отменена после № 54 в мае 2008 года.

### Justice
В октябре 2005 года DC запустили серию из 12 выпусков — Justice под авторством Джима Крюгера и иллюстрациями Алекса Росса и Дуга Брэйтуэйта. События серии происходят в параллельных вселенных в Мультивселенной DC, где Лекс Лютор собирает свою версию Легиона Смерти и ему и другим злодеям начинают сниться сны о конце света и провале Лиги справедливости. Выясняется, что уничтожить Землю готовится Брейниак, а Легион Смерти устраивает несколько нападений на Лигу и их семьи, но в итоге терпит поражение.

### Justice League: Cry for Justice
Изначально планировавшаяся как одиночная серия мини-серия Justice League: Cry for Justice (рус. Лига справедливости: Взывая к справедливости) была написана Джеймсом Робинсоном. По сюжету, после событий Финального Кризиса и смерти Бэтмена и Марсианского охотника, Хэл Джордан покинул Лигу справедливости и стал искать другой способ борьбы со злодеями. Вместе с Зелёной стрелой, Супердевушкой, Капитаном Марвелом-младшим, Бэтвумен была завербована гражданским учёным Реем Палмером, бывшим супергероем Атомом, для расследования убийства бывшего коллеги Марсианского охотника. Вскоре добавилась ещё одна цепочка смертей, к команде присоединились Конгорилла и Стармэн, которые выяснили, что за всеми убийствами стоит Прометей, один из членов Секретного общества суперзлодеев, после чего в конце Зелёная стрела убивает его, выстрелив из лука в голову.
В мини-серии сформировался новый состав Лиги справедливости: Хэл Джордан, Донна Трой, Дик Грейсон в качестве нового Бэтмена, Мон-Эл, Киборг, Старфайр, Конгорилла, Страж и Стармэн.

### JLA/The 99
Серия JLA/The 99 стартовала в октябре 2010 года как мини-кроссовер-серия, где члены Лиги справедливости объединяются с героями серии The 99 издательства Teshkeel Comics. Лига справедливости состоит из Бэтмена, Супермена, Чудо-женщины, Зелёного Фонаря Джона Стюарта, Флэша Барри Аллена, Атома Рэя Палмера, Человека-ястреба и Огненного шторма.

## Вне комиксов

### Экранизация «Лиги справедливости»
В декабре 2012 года стало известно, что фильм Зака Снайдера «Человек из стали» должен стать первым фильмом киновселенной DC Comics, связанным с предстоящей экранизацией «Лиги справедливости». 10 июня 2013 года стало известно, что Дэвид С. Гойер утверждён автором сценария «Лиги справедливости». Несколько дней спустя Дэвид С. Гойер сказал, что во вселенной фильма «Человек из стали», кроме Супермена, присутствует и другой персонаж DC Comics — Бэтмен, но эта вселенная отличается от той, которая была создана Кристофером Ноланом в его трилогии о Бэтмене. Кристиан Бейл (сыгравший данного персонажа в трилогии Нолана) отказался вновь возвращаться к роли, поэтому студии Warner Bros. и DC Comics заключили контракт с Беном Аффлеком, который исполнит роль нового Бэтмена. В фильме «Человек из стали» Генерал Зод уничтожает спутник, на котором виден логотип предприятия «Уэйн Энтерпрайзис» (Wayne Enterprises), что подтверждает существование Брюса Уэйна (Бэтмена) в этой киновселенной..
Стивен Амелл, играющий Оливера Куина (Зелёная стрела) в сериале «Стрела», сообщил изданию SciFiNow в июле 2013 года, что он хотел бы сняться в «Лиге справедливости».
20 июля 2013 года издание The Hollywood Reporter сообщило, что на San Diego Comic-Con International Зак Снайдер объявил: сиквел «Человека из стали» будет летом в 2016 году, и в этом фильме Супермен будет в одной команде с Бэтменом; Генри Кавилл вновь вернётся к своей роли, а роль Брюса Уэйна исполнит Бен Аффлек. Также издание сообщает: на Комик-Коне стало известно, что сольный фильм о другом участнике Лиги справедливости — Флэше — выйдет в 2018 году, а непосредственно сам фильм «Лига справедливости» выйдет на экраны в 2017 году, но студии Warner Bros. и DC Comics официально ещё не подтвердили эту информацию.. 5 декабря 2013 года было официально объявлено, что израильская актриса Галь Гадот исполнит роль Чудо-женщины.. 25 апреля Variety со ссылкой на достоверные источники сообщил о пополнении в актёрском составе фильма «Бэтмен против Супермена», Рэй Фишер сыграет Виктора Стоуна, более известного как Киборг. Ожидается, что его роль будет небольшой, но в грядущем фильме «Лига справедливости» она существенно расширится.. В октябре 2014 года стало известно, что роль Флэша исполнит Эзра Миллер.

#### Актёрский состав
| Роль                       | Актёр         |
| -------------------------- | ------------- |
| Кларк Кент / Супермен      | Генри Кавилл  |
| Брюс Уэйн / Бэтмен         | Бен Аффлек    |
| Диана Принц / Чудо-женщина | Галь Гадот    |
| Барри Аллен / Флэш         | Эзра Миллер   |
| Артур Карри / Аквамен      | Джейсон Момоа |
| Виктор Стоун / Киборг      | Рэй Фишер     |

## Награды
Оригинальная серия о Лиге справедливости становилась победителем и получала следующие награды:
- Alley Awards в номинации «Лучший комикс» (1961)
- Alley Awards за «Лучшую приключенческую суперкомаду» (1961)
- Alley Awards за «Лучшую новеллизацию» («Crisis on Earth-One/Crisis on Earth-Two» в выпусках Justice League of America № 21-22, автор Гарднер Фокс и Майк Сековски, 1963)
- Alley Awards за «Лучший стрип» (1963)
- Alley Awards за «Лучший художник Лиги справедливости Америки» (Мёрфи Андерсон, 1963)
- Shazam Awards за «Лучший инкер (драматический отдел)» (Дик Джордано, 1973)

## Коллекционные издания

### Оригинальная серияJustice League of America
| № | Название                                   | Включённые материалы                                          | ISBN                   |
| - | ------------------------------------------ | ------------------------------------------------------------- | ---------------------- |
| 1 | Justice League of America Archives (Vol.1) | The Brave and the Bold #28—30, Justice League of America #1—6 | ISBN 1-56389-043-7     |
| 2 | Justice League of America Archives (Vol.2) | Justice League of America #7—14                               | ISBN 1-56389-119-0     |
| 3 | Justice League of America Archives (Vol.3) | Justice League of America #15—22                              | ISBN 1-56389-159-X     |
| 4 | Justice League of America Archives (Vol.4) | Justice League of America #23—30                              | ISBN 1-56389-412-2     |
| 5 | Justice League of America Archives (Vol.5) | Justice League of America #31—38, #40*                        | ISBN 1-56389-540-4     |
| 6 | Justice League of America Archives (Vol.6) | Justice League of America #41—47, #49—50*                     | ISBN 978-1-56389-625-5 |
| 7 | Justice League of America Archives (Vol.7) | Justice League of America #51—57, #59—60*                     | ISBN 1-56389-704-0     |
| 8 | Justice League of America Archives (Vol.8) | Justice League of America #61—66, #68—70*                     | ISBN 1-56389-977-9     |
| 9 | Justice League of America Archives (Vol.9) | Justice League of America #71—80                              | ISBN 1-4012-0402-3     |

*опущенные выпуски предыдущих томов.

### Justice League/Justice League International/Justice League America(1987—1996)
| № | Название                             | Включённые материалы                                                        | ISBN               |
| - | ------------------------------------ | --------------------------------------------------------------------------- | ------------------ |
| 1 | Justice League International (Vol.1) | Justice League #1—6, Justice League International (vol. 1) #7               | ISBN 1-4012-1666-8 |
| 2 | Justice League International (Vol.2) | Justice League International (vol. 1) #8—14, Justice League Annual #1       | ISBN 1-4012-1826-1 |
| 3 | Justice League International (Vol.3) | Justice League International (vol. 1) #15—22                                | ISBN 1-4012-2538-1 |
| 4 | Justice League International (Vol.4) | Justice League International (vol. 1) #23—25, Justice League America #26—30 | ISBN 1-4012-2197-1 |
| 5 | Justice League International (Vol.5) | Justice League International Annual #2—3, Justice League Europe #1—6        | ISBN 1-4012-3010-5 |

### JLA(январь 1997 — февраль 2006)
| №  | Название                       | Включённые материалы                                  | ISBN                   |
| -- | ------------------------------ | ----------------------------------------------------- | ---------------------- |
| 1  | New World Order                | JLA #1—4                                              | ISBN 1-56389-369-X     |
| 2  | American Dreams                | JLA #5—9                                              | ISBN 1-56389-394-0     |
| 3  | Rock of Ages                   | JLA #10—15                                            | ISBN 978-1-56389-416-9 |
| 4  | Strength in Numbers            | JLA #16—23, JLA Secret Files #2, Prometheus (уан-шот) | ISBN 978-1-56389-416-9 |
| 5  | Justice For All                | JLA #24—33                                            | ISBN 1-56389-511-0     |
| 6  | World War III                  | JLA #34—41                                            | ISBN 1-56389-618-4     |
| 7  | Tower of Babel                 | JLA #42—46, JLA Secret Files #3, JLA 80-Page Giant #1 | ISBN 978-1-56389-727-6 |
| 8  | Divided We Fall                | JLA #47—54                                            | ISBN 1-56389-793-8     |
| 9  | Terror Incognita               | JLA #55—60                                            | ISBN 1-56389-936-1     |
| 10 | Golden Perfect                 | JLA #61—65                                            | ISBN 1-56389-941-8     |
| 11 | The Obsidian Age (книга 1)     | JLA #66—71                                            | ISBN 978-1-56389-991-1 |
| 12 | The Obsidian Age (книга 2)     | JLA #72—76                                            | ISBN 1-4012-0043-5     |
| 13 | Rules of Engagement            | JLA #77—82                                            | ISBN 1-4012-0215-2     |
| 14 | Trial By Fire                  | JLA #84—89                                            | ISBN 1-4012-0242-X     |
| 15 | The Tenth Circle               | JLA #94—99                                            | ISBN 1-4012-0346-9     |
| 16 | Pain of the Gods               | JLA #101—106                                          | ISBN 1-4012-0468-6     |
| 17 | Syndicate Rules                | JLA #107—114, JLA Secret Files (2004)                 | ISBN 1-4012-0477-5     |
| 18 | Crisis of Conscience           | JLA #115—119                                          | ISBN 1-4012-0963-7     |
| 19 | World Without a Justice League | JLA #120—125                                          | ISBN 1-4012-0964-5     |

Твёрдая обложка:
| № | Название                         | Включённые материалы                                       | ISBN                   |
| - | -------------------------------- | ---------------------------------------------------------- | ---------------------- |
| 1 | JLA: The Deluxe Edition (Vol. 1) | JLA #1—9, плюс история из JLA: Secret Files and Origins #1 | ISBN 1-4012-3314-7     |
| 2 | JLA: The Deluxe Edition (Vol. 2) | JLA #10—17, Prometheus (уан-шот), плюс JLA/WILDCATS        | ISBN 1-4012-2265-X     |
| 3 | JLA: The Deluxe Edition (Vol. 3) | JLA #22—26, 28—31 и 1,000,000                              | ISBN 1-4012-2659-0     |
| 4 | JLA: The Deluxe Edition (Vol. 4) | JLA #34, 36—41, JLA: Classified #1—3, JLA: Earth II        | ISBN 978-1-4012-2909-2 |

### Justice League of America(vol. 2) (август 2006 — настоящее время)
| № | Название             | Включённые материалы                                                                   | ISBN                   |
| - | -------------------- | -------------------------------------------------------------------------------------- | ---------------------- |
| 1 | The Tornado’s Path   | Justice League of America (vol. 2) #1—7                                                | ISBN 978-1-4012-1349-7 |
| 2 | The Lightning Saga   | Justice League of America (vol. 2) #0, #8—12; Justice Society of America (vol. 3) #5—6 | ISBN 1-4012-1869-5     |
| 3 | The Injustice League | Justice League of America (vol. 2) #13—16; JLA Wedding Special #1                      | ISBN 1-4012-1802-4     |
| 4 | Sanctuary            | Justice League of America (vol. 2) #17—21                                              | ISBN 978-1-4012-1992-5 |
| 5 | The Second Coming    | Justice League of America (vol. 2) #22—26                                              | ISBN 978-1-4012-2252-9 |
| 6 | When Worlds Collide  | Justice League of America (vol. 2) #27—28, #30—34                                      | ISBN 1-4012-2422-9     |
| 7 | Team History         | Justice League of America (vol. 2) #38—43                                              | ISBN 1-4012-2838-0     |
| 8 | The Dark Things      | Justice League of America (vol. 2) #44—48; Justice Society of America (vol. 3) #41—42  | ISBN 978-1-4012-3011-1 |

### Переиздания
| № | Название                                | Включённые материалы                                                                               | ISBN                   |
| - | --------------------------------------- | -------------------------------------------------------------------------------------------------- | ---------------------- |
| 1 | Justice League of America Hereby Elects | Justice League of America #4, 75, 105—106, 146, 161, and 173—174                                   | ISBN 1-4012-1267-0     |
| 2 | JLA: The Greatest Stories Ever Told     | Justice League of America #19, 77, 122 и 166—168, Justice League #1, JLA Secret Files #1 и JLA #61 | ISBN 1-4012-0932-7     |
| 3 | Crisis on Multiple Earths (vol. 1)      | Justice League of America #21—22, 29—30, 37—38 и 46—47                                             | ISBN 1-56389-895-0     |
| 4 | Crisis on Multiple Earths (vol. 2)      | Justice League of America #55—56, 64—65, 73—74 и 82—83                                             | ISBN 978-1-4012-0003-9 |
| 5 | Crisis on Multiple Earths (vol. 3)      | Justice League of America #91—92, 100—102, 107—108 и 113                                           | ISBN 1-4012-0231-4     |
| 6 | Crisis on Multiple Earths (vol. 4)      | Justice League of America #123—124, 135—137 and 147—148                                            | ISBN 978-1-4012-0957-5 |
| 7 | Crisis on Multiple Earths (vol. 4)      | Justice League of America #159—160, 171—172 и 183—185                                              | ISBN 1-4012-2623-X     |